# نیکولا تومین
نیکولا تومین (اوکراینی: Микола Миколайович Томин؛ زادهٔ ۲۸ دسامبر ۱۹۴۸) بازیکن هندبال اهل اتحاد جماهیر شوروی سوسیالیستی بود.